# Raymond Clare Archibald
Raymond Clare Archibald (South Branch, 7 ottobre 1875 – Sackville, 26 luglio 1955) è stato un matematico canadese naturalizzato statunitense.
È noto come storico della matematica e per i suoi contributi alla didattica della matematica.

## Biografia
Si laureò in matematica nel 1894 al Mount Allison College. Ottenne anche un certificato di maestro di violino. Successivamente si trasferì all'Università di Harvard, dove ottenne un M.A. nel 1897. Nel 1898 si recò a Berlino e nel 1900 ricevette un dottorato di ricerca cum laude dall'Università di Strasburgo, discutendo una tesi sulla cardioide e altre curve geometriche correlate.
Ritornato in Canada, insegnò matematica e violino al Mount Allison Ladies' College fino al 1907. L'anno successivo accettò un invito ad insegnare matematica alla Brown University di Providence, nel Rhode Island. Rimase in tale università per tutta la vita e nel 1943 fu nominato professore emerito.
Ritornò in Canada a Mount Allison nel 1954 per curare la Mary Mellish Archibald Memorial Library, che aveva fondato nel 1905 in onore di sua madre. Nel corso degli anni la libreria arrivò a raccogliere oltre 23.000 volumi e 2.700 dischi fonografici.
Alla presentazione del suo ritratto alla Brown University, il direttore del dipartimento di matematica, Clarence Raymond Adams (1898-1965) disse di lui: – "Aveva un istinto innato per la bibliofilia, con una vera passione per i dettagli e l'ordine. Sistematico per natura, era dotato di una straordinaria memoria che meravigliava i suoi alunni ed amici. Acquisì gradualmente una conoscenza delle opere matematiche e del loro valore che è stata raramente eguagliata. Impiegò queste sue doti per organizzare e ampliare notevolmente la libreria di matematica della Brown University."

## Onorificenze
Nel 1922 gli fu conferita una laurea Ad honorem dall'Università di Padova.
- Membro della American Association for the Advancement of Science (1906)
- Membro della Société Mathématique de France (1911)
- Membro della London Mathematical Society (1912)
- Membro della Mathematical Association of America (1916)
- Membro della American Academy of Arts and Science (1917)
- Membro del Circolo Matematico di Palermo (1922)
- Socio fondatore della Unione Matematica Italiana (1924)
- Membro della "Académie Internationale d'Historie des Sciences" (1931)
- Membro onorario della Mathematical Association (Inghilterra) - (1949)